# Marcus Helenius Priscus
Marcus Helenius Priscus war ein im 1. Jahrhundert n. Chr. lebender Angehöriger des römischen Ritterstandes (Eques).
Durch ein Militärdiplom, das auf den 7. November 88 datiert ist, ist belegt, dass Priscus 88 Kommandeur der Ala Phrygum war, die zu diesem Zeitpunkt in der Provinz Syria stationiert war.